# Phalloniscus armatus
Phalloniscus armatus is een pissebed uit de familie Dubioniscidae. De wetenschappelijke naam van de soort is voor het eerst geldig gepubliceerd in 1935 door Bowley.